# Hydraulique fluviale
L'hydraulique fluviale traite essentiellement de l'écoulement à surface libre de l'eau dans les cours d'eau naturels ou artificiels (exemple : canaux). Les notions d'hydraulique fluviale sont nécessaires pour la conception, l'aménagement et la construction d'ouvrages hydraulique tels les digues, les seuils et les déversoirs. En écoulement à surface libre, la pression à la surface de l'eau équivaut à la pression atmosphérique. L'écoulement à surface libre est dû à la pente du canal et non, comme pour les conduites, à la différence de charge entre deux sections.

## Types d'écoulement
La classification des écoulements est fonction de la variation du diamètre hydraulique par rapport au temps et à l'espace. Il est noté que la force de cisaillement à la surface de l'eau est négligeable mais qu'elle est présente sur tout le périmètre mouillé du canal.

### Variabilité dans le temps
On parle d'un écoulement permanent si la profondeur hydraulique et les vitesses moyennes et ponctuelles de l'écoulement du canal ne varient pas dans le temps. L'écoulement est considéré non-permanent si la profondeur hydraulique varie dans le temps.

### Variabilité dans l'espace
L'écoulement d'un canal est uniforme si la profondeur hydraulique et la vitesse restent invariables dans les diverses sections du canal. L'écoulement d'un canal est non-uniforme si la profondeur hydraulique et la vitesse changent d'une section à l'autre du canal.

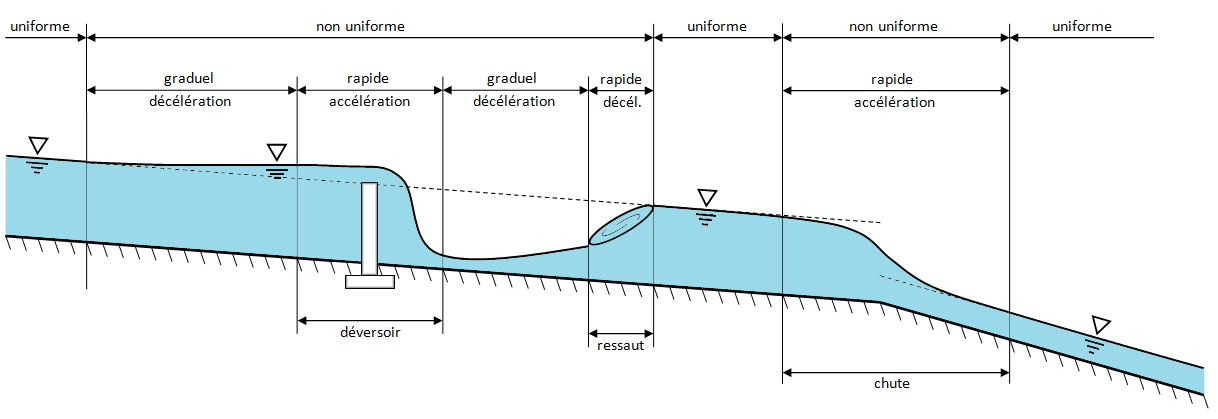
Schéma des écoulements permanents, uniformes et variés dans un canal à surface libre.